# Pardosa danica
Pardosa danica is een spinnensoort uit de familie van de wolfspinnen (Lycosidae).
De wetenschappelijke naam van de soort werd in 1904 als Lycosa danica gepubliceerd door William Sørensen. In 1955 plaatste Carl Friedrich Roewer de soort in het geslacht Pardosa.
De soort is slechts bekend van het holotype, dat werd verzameld in Denemarken. De soort wordt beschouwd als uitgestorven.
De spin heeft een lichaamslengte van ongeveer 15 millimeter. De soort is herkenbaar aan het kleurpatroon en aan de vorm van de geslachtsorganen.